# Rubus schleicheri
Rubus schleicheri är en rosväxtart som beskrevs av Carl Ernst August Weihe och Leopold Trattinnick. Rubus schleicheri ingår i släktet rubusar, och familjen rosväxter. Inga underarter finns listade i Catalogue of Life.

## Bildgalleri

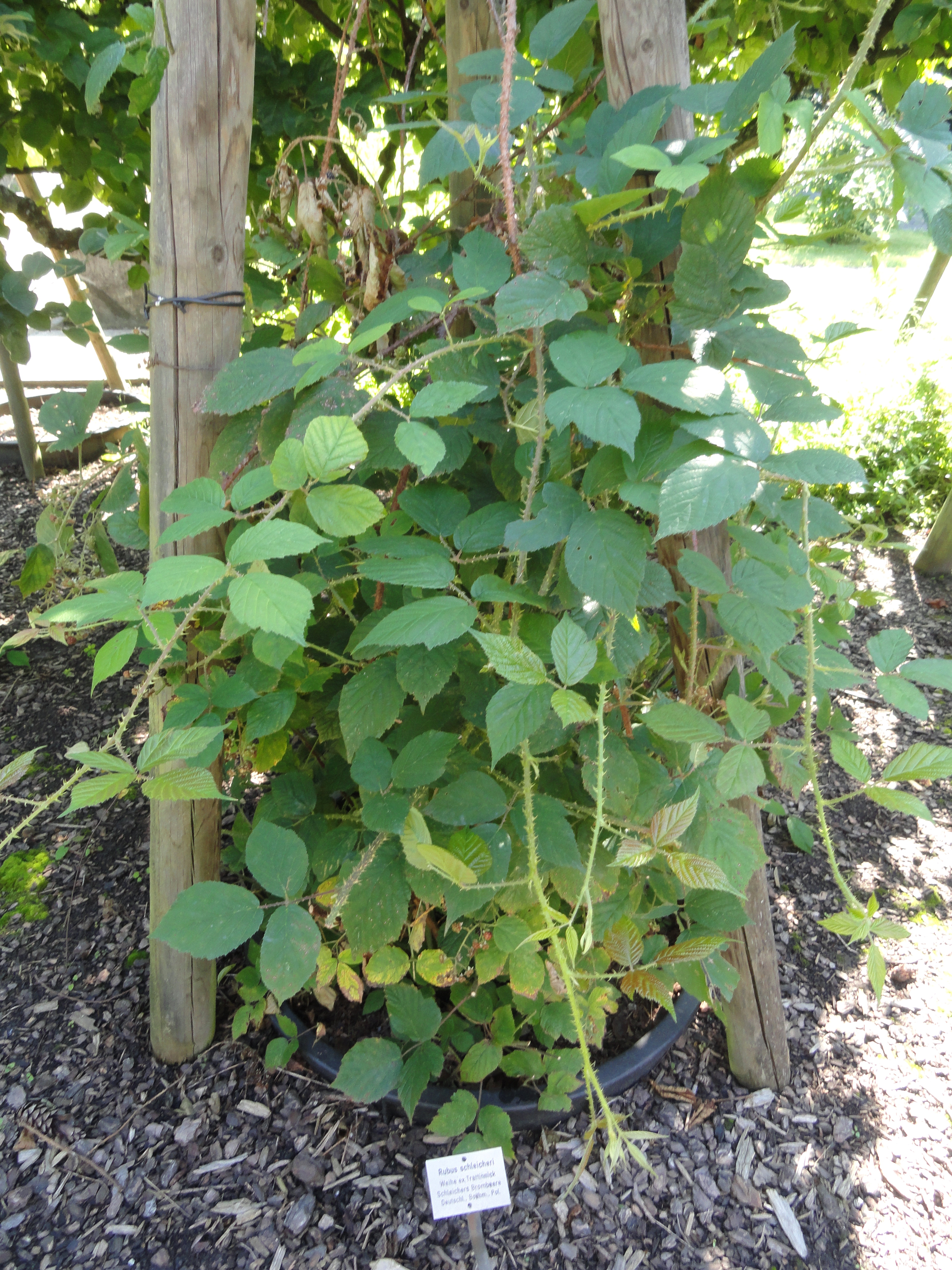